# Yawalapití
El yawalapiti (Jaulapiti) és una llengua arawak del Brasil. Segons els informes, els agavotaguerra (Agavotoqueng) parlaven la mateixa llengua. Els únics 8 parlants de la llengua (2006), de l'ètnia dels yawalapitís, viuen en un poble a la vora del riu Tuatuari, afluent del riu Kuluene, situat a la part sud del parc indígena del Xingu (Xingu superior), a l'estat de Mato Grosso.

## Fonologia

### Consonants
El yawalapiti i el waurá, una llengua arawak pertanyent al mateix subgrup, comparteixen un inventari fonèmic molt similar. Els segments principals es classifiquen a la taula següent.
|            | Bilabial | Alveolar | Retroflexa | Postalveolar | Palatal | Velar | Glotal |
| ---------- | -------- | -------- | ---------- | ------------ | ------- | ----- | ------ |
| Oclusiva   | p        | t        |            |              | (c)     | k     | ʔ      |
| Africada   |          | ts       |            | tʃ           |         |       |        |
| Fricativa  |          |          | ʂ ~ ʐ      | ʃ            |         |       | h      |
| Nasal      | m        | n        |            | ɲ            |         |       |        |
| Lateral    |          | l        |            | ʎ            |         |       |        |
| Vibrant    |          | r̥        |            |              |         |       |        |
| Bategant   |          | ɾ        |            |              |         |       |        |
| Aproximant | w        |          |            |              | j       |       |        |

### Vocals
La llengua yawalapiti té vocals tant orals com nasals, com es mostra a continuació.
|         | Frontal | Frontal | Central | Central | Posterior | Posterior |
| oral    | nasal   | oral    | nasal   | oral    | nasal     |           |
| ------- | ------- | ------- | ------- | ------- | --------- | --------- |
| Yancada | i       | ĩ       | ɨ       | ɨ̃       | u         | ũ         |
| Oberta  |         |         | a       | ã       |           |           |

## Sintaxi
Des d'un punt de vista tipològic, l'ordre dels components a yawalapití és SVO. En les construccions genitives, el posseïdor precedeix l'element posseït. El mateix passa amb altres modificadors, especialment els demostratius i els numerals, mentre que els adjectius es poden presentar abans o després del seu referent.